# Snowdrop
Snowdrop (설강화?, SeolganghwaLR) è una serie televisiva sudcoreana trasmessa su JTBC dal 18 dicembre 2021 al 30 gennaio 2022. La serie è stata distribuita in tutto il mondo sulla piattaforma di streaming Disney+.

## Trama
Ambientato nel 1987, quando la Corea del Sud era governata da un governo dittatoriale, Soo-ho, uno studente laureato in una prestigiosa università, entra in un dormitorio femminile della Hosoo Women's University coperto di sangue. Yeong-ro, una studentessa allegra e amabile, lo trova e si prende cura delle sue ferite e lo aiuta a nascondersi.

## Personaggi e interpreti

### Personaggi principali
- Lim Soo-ho, interpretato da Jung Hae-in.
Precedentemente chiamato Ri Tae-san, alias Lim Su-hyeok. Era un agente nordcoreano con una missione assegnata in Corea del Sud. Vive come studente laureato preparandosi per una tesi di master presso il Dipartimento di Economia dell'Università di Berlino. Ha incontrato Yeong-ro per la prima volta a un appuntamento al buio e si è innamorato di lei.
- Eun Yeong-ro, interpretata da Jisoo. 
Una matricola alla Hosoo Women's University nel dipartimento di inglese che si innamora di Soo-ho a prima vista incontrato ad un appuntamento al buio.
- Kang Cheong-ya, interpretata da Yoo In-na.
Una spia nordcoreana travestita da chirurga carismatica e abile in un ospedale universitario. Il suo nome di nascita era Kim Eun-hye.
- Lee Gang-mu, interpretato da Jang Seung-jo.
È il leader del Team One dell'Anti-Communist Investigation Bureau, Agency for National Security Planning (ANSP), che cerca di arrestare Soo-ho per la morte del suo collega.
- Pi Seung-hee, interpretata da Yoon Se-ah.
La direttrice del dormitorio della Hosoo Women's University.
- Gye Bun-ok, interpretata da Kim Hye-yoon.
Un'operatrice telefonica che non ha potuto andare all'università a causa di problemi finanziari.
- Jang Han-na, interpretata da Jung Yoo-jin.
Un'impulsiva ma appassionata agente dell'Agenzia per la pianificazione della sicurezza nazionale.

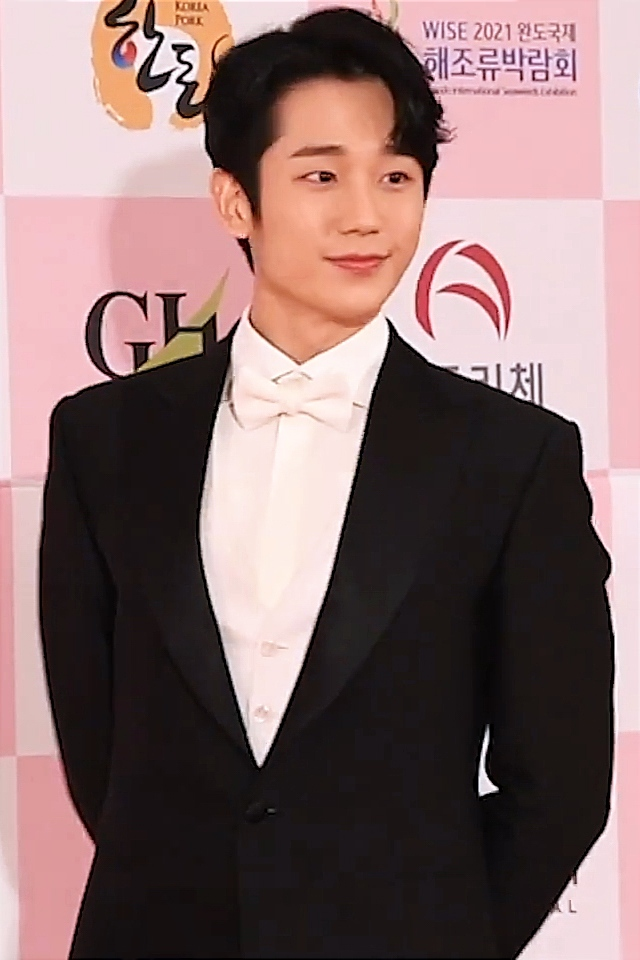
Jung Hae-in interpreta Lim Soo-ho
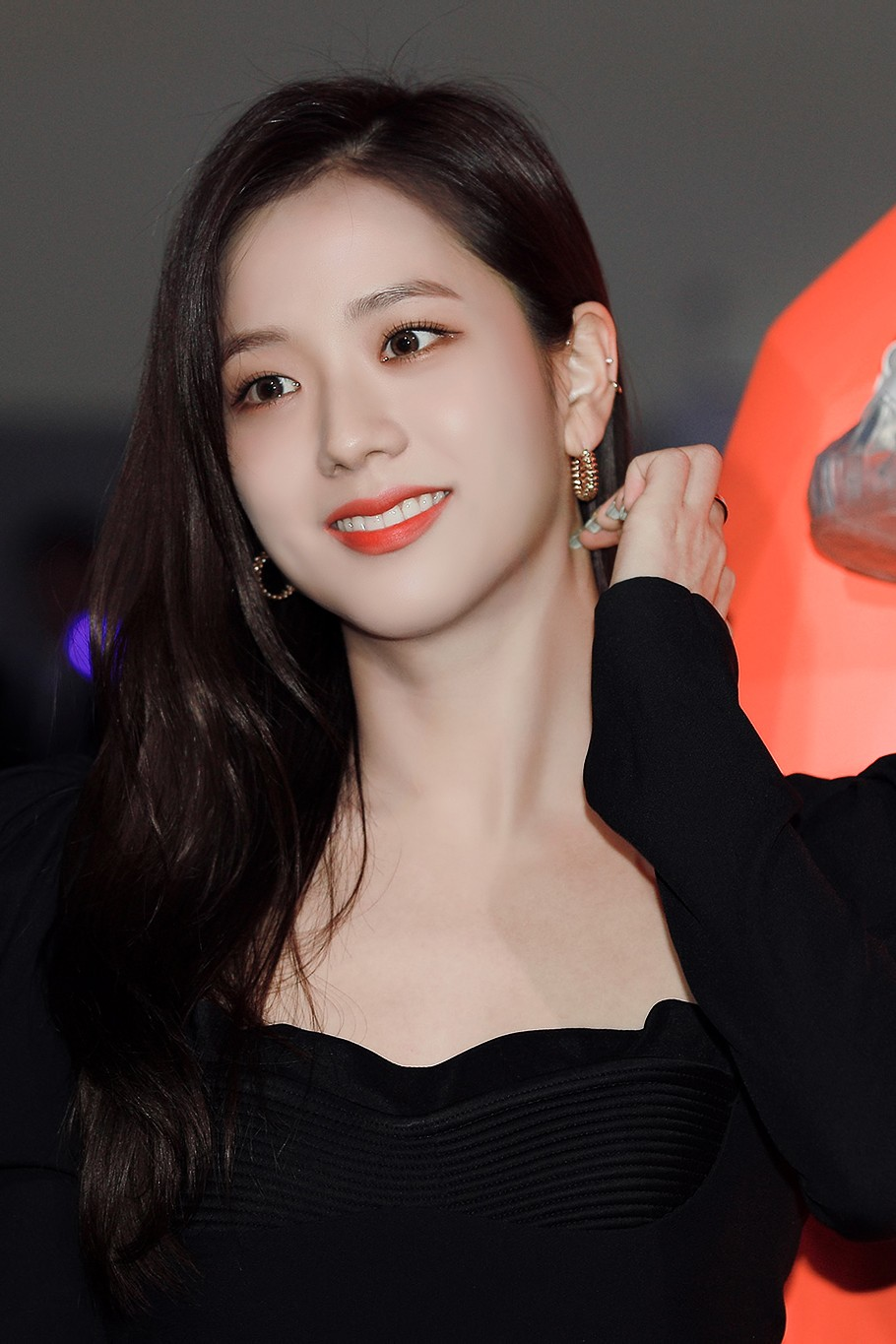
Jisoo interpreta Eun Yeong-ro
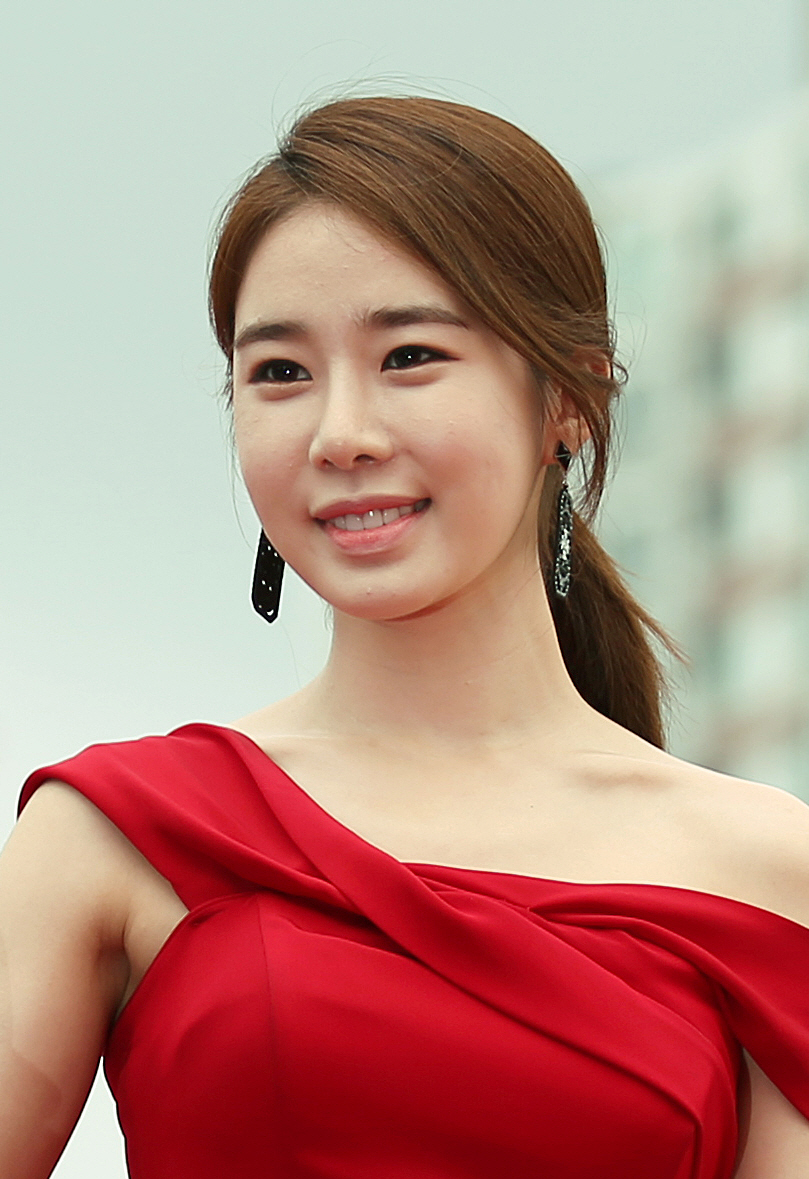
Yoo In-na interpreta Kang Cheong-ya
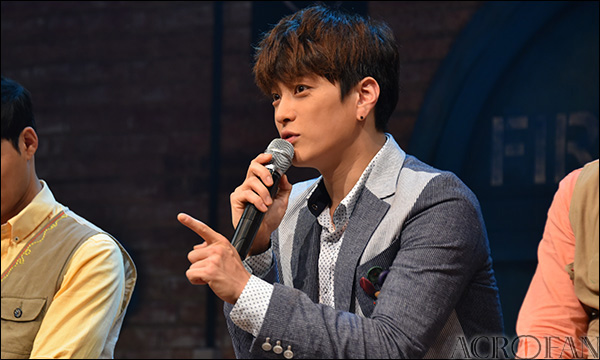
Jang Seung-jo interpreta Lee Gang-mu
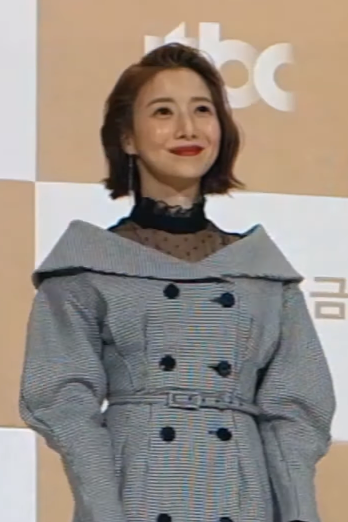
Yoon Se-ah interpreta Pi Seung-hee
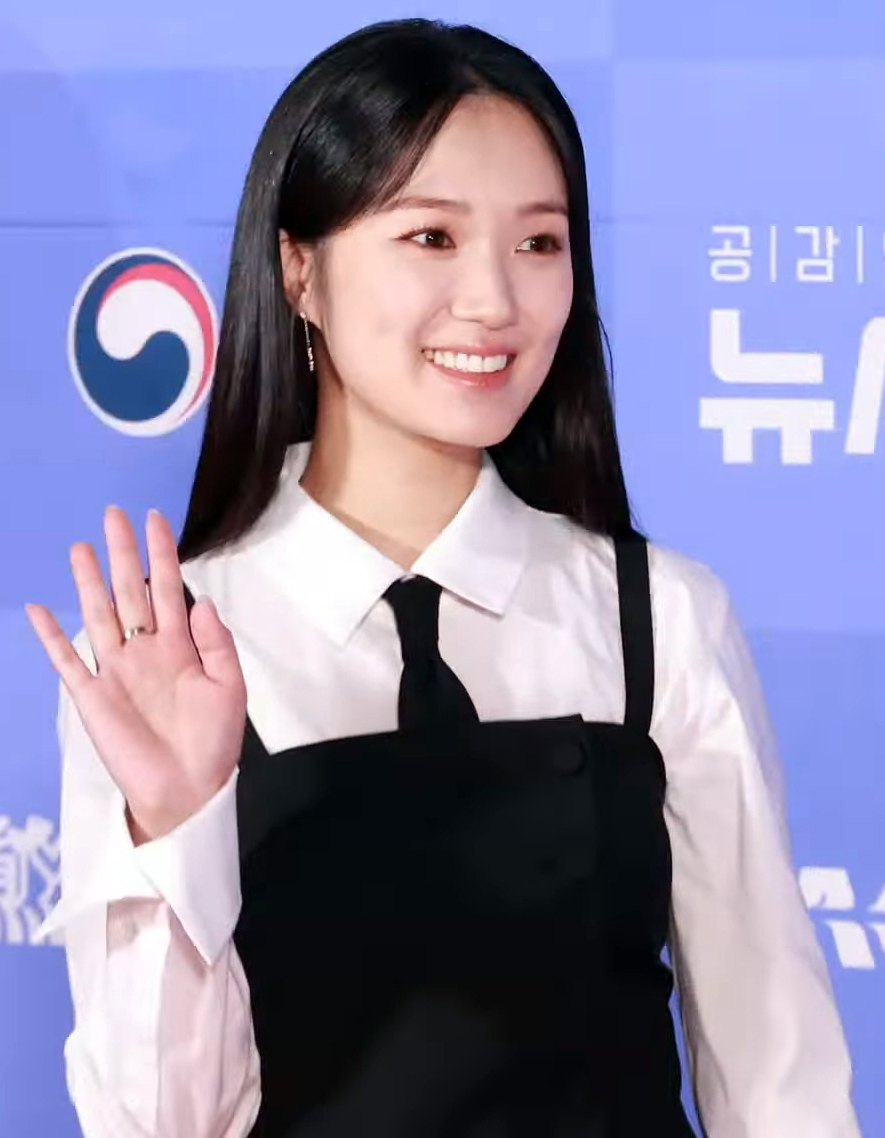
Kim Hye-yoon interpreta Gye Bun-ok
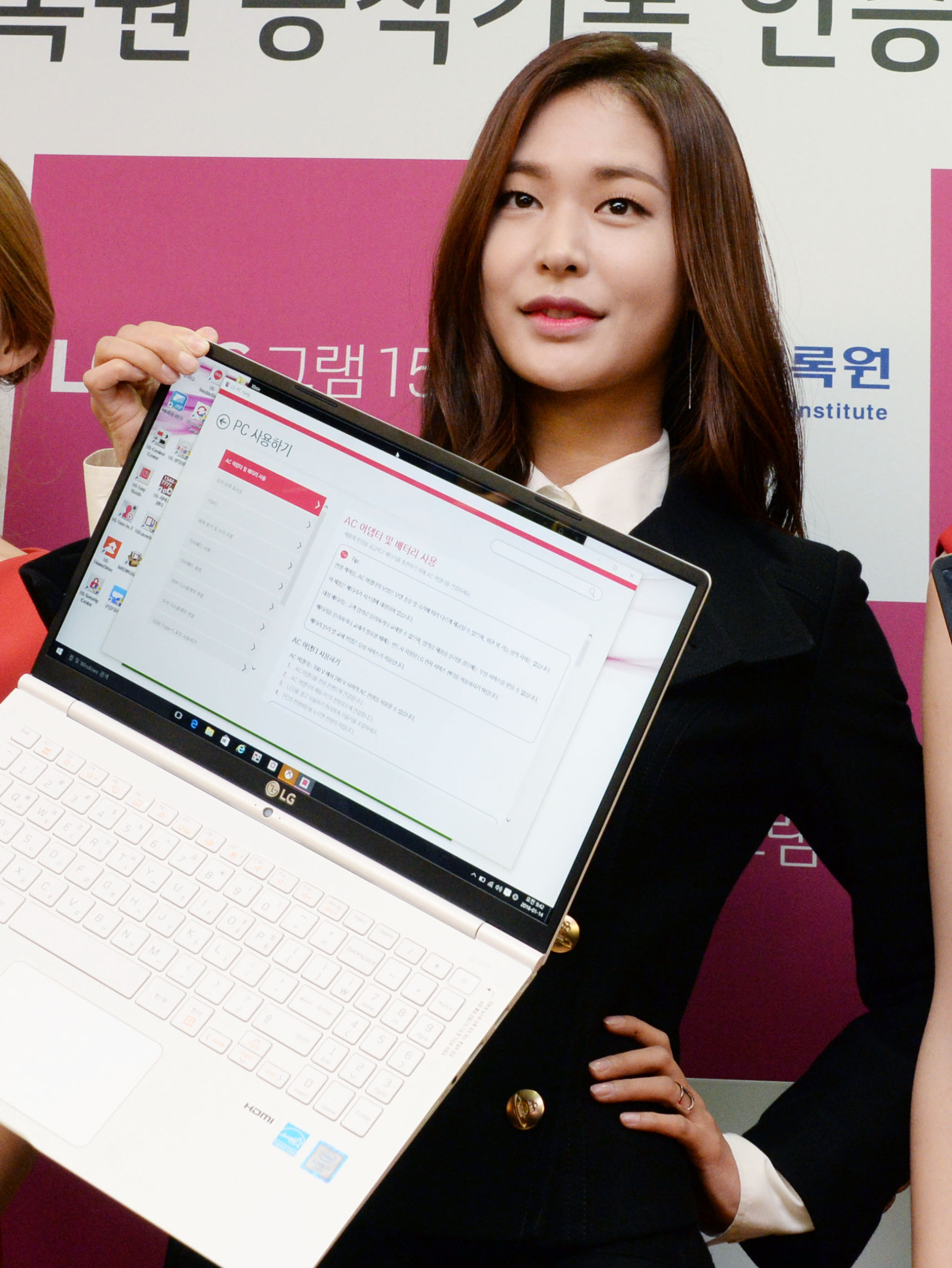
Jung Yoo-jin interpreta Jang Han-na

### Personaggi secondari
Persone intorno a Soo-ho
- Joo Gyeok-chan, interpretato da Kim Min-kyu.
Agente nordcoreano.
- Lee Eung-cheol, interpretato da Jang In-sub.
Un agente nordcoreano, fiducioso e amichevole nei confronti di Soo-ho.
- Oh Gwang-tae, interpretato da Heo Nam-joon.
Uno studente universitario a cui piace Seol-hui.
- Lim Ji-rok, interpretato da Jeon Moo-song.
Il capo del dipartimento del Fronte Unito, RPDC e il padre adottivo di Soo-ho, che ha adottato sia lui che Su-hui.
- Choi Soo-ryeon, interpretato da Jeon Ae-ri.
Il vicedirettore del Ministero della sicurezza dello Stato, RPDC.
- Lim Su-hui, interpretata da Chae Won-bin.
Sorella di Soo-ho.

Persone intorno a Yeong-ro
- Go Hye-ryeong, interpretata da Jung Shin-hye.
Una studentessa del quarto anno del Dipartimento di musica vocale, compagna di stanza di Yeong-ro. Il suo nome di nascita era Go Hye-ja prima che cambiasse legalmente il suo nome.
- Yeo Jeong-min, interpretata da Kim Mi-soo.
Una studentessa del quarto anno di storia ed è la compagna di stanza di Yeong-ro, che sosteneva i movimenti democratici contro il governo militare.
- Yoon Seol-hui, interpretata da Choi Hee-jin.
Una matricola nel Dipartimento di Home Management, coinquilina di Yeong-ro. Finge di essere la figlia di una famiglia ricca quando i suoi genitori sono in realtà poveri.
- Eun Yeong-u, interpretato da Song Geon-hee.
È il fratello di Yeong-ro, che è stato mandato con la forza nell'esercito da suo padre dopo che è stato scoperto il suo coinvolgimento nelle proteste democratiche.
- Choi Byung-tae, interpretato da Ahn Dong-goo.
Un cadetto dell'accademia militare a cui piace Hye-ryeong.
- Kim Man-dong, interpretato da Kim Jong-soo.
Responsabile delle strutture del dormitorio della Hosoo Women's University.
- Oh Deok-shim, interpretata da Nam Mi-jung.
È la chef del dormitorio della Hosoo Women's University che soffre di problemi mentali.
- Kim Sang-beom, interpretato da Kim Jeong-hoon.
Giocatore e figlio di Mang-dong.

Persone legate all'ANSP
- Eun Chang-su, interpretato da Heo Joon-ho.
E il Direttore dell'ANSP ed è il padre di Yeong-ro. Si prende davvero cura di lei nonostante la loro relazione tesa.
- Nam Tae-il, interpretato da Park Sung-woong.
Il segretario generale del partito Aemin ed ex direttore dell'ANSP.
- Ahn Gyeong-hui, interpretato da Lee Hwa-ryong.
Il Capo dell'Ufficio investigativo anticomunista (ANSP), successivamente promosso come Capo dell'Ufficio di pianificazione e coordinamento (ANSP).
- Hong Ae-ra, interpretata da Kim Jung-nan.
Un'ex attrice cinematografica, moglie di Eun Chang-su e matrigna di Yeong-ro, che aveva una pessima relazione con quest'ultima. Lei e Chang-su hanno un figlio di nome Yeong-ung.
- Cho Seong-sim, interpretata da Jung Hye-young.
È la figlia di un generale a quattro stelle e moglie di Nam Tae-il.
- Choi Mi-hye, interpretata da Baek Ji-won.
Una stilista e moglie di Kyung-hee.
- Choi Hui-jun, interpretato da Jang Tae-min.
Il segretario di Chang-su.
- Seung-jun, interpretato da Moon Yoo-kang.
Un membro del team ANSP.
- Oh Dong-jae, interpretato da Choi Kyung-hoon.
Un membro del team ANSP.
- ?, interpretato da Choi Yoon-je.
Un membro del team ANSP.

Altri
- Shin Gyeong-ja, interpretata da Jung Yi-seo.
Il presidente del Consiglio studentesco del dormitorio.
- Kim Ye-ni, interpretata da Park Ye-ni.
È la segretaria del camerino Charmant.
- Gong Gil-soon, interpretata da Ariane Desgagnés-Leclerc.
Amica di lunga data di Kang Cheong-ya.
- Park Geum-cheol, interpretato da Lee Jung-hyun.
Un agente nordcoreano e collega di Soo-ho, che si è suicidato dopo il suo arresto da parte di Gang-mu.
- Jun-pyo, interpretato da Lee Joo-ahn.
Il figlio del Presidente.
- ?, interpretato da ?.
Il Presidente.
- Roh Tae-woo, interpretato da Kang Moon-Kyung.
Un candidato alla presidenza e membro del partito Aemin.

Apparizioni speciali
- Song Hye-joo, interpretata da Yum Jung-ah.
L'ex direttrice del dormitorio.

## Produzione

### Sviluppo
Scritto da Yoo Hyun-mi e diretto da Jo Hyun-tak, Snowdrop è la loro seconda collaborazione dopo aver lavorato insieme al thriller satirico Sky Castle. Basato sulle memorie di un uomo fuggito da un campo di prigionia politico in Corea del Nord, Yoo Hyun-mi aveva pianificato la serie per dodici anni. Il primo titolo provvisorio della serie era Leehwa Women's University Dormitory.

### Casting
Il 18 giugno 2020, i media hanno riferito che Kim Hye-yoon, che è diventata famosa dopo aver recitato in Sky Castle, era in trattative per recitare nella serie; la sua agenzia ha confermato che stava esaminando l'offerta. Il 18 agosto, sono emerse notizie su Jisoo come una delle attrici principali della serie. È stato confermato più tardi quel giorno dall'agenzia di Jisoo, YG Entertainment. Il 24 agosto, Kim Hye-yoon è stata confermata come co-protagonista al fianco di Jisoo ed è stato riferito che Jung Hae-in aveva ricevuto un'offerta ma la stava ancora esaminando. Jang Seung-jo si è unito ufficialmente al cast il 26 agosto seguito da Jung Yoo-jin il 17 settembre e Yoon Se-ah il 18 settembre. Il 5 ottobre 2020, il cast principale e i dettagli sui personaggi sono stati confermati da JTBC. Yoo In-na si è unita ufficialmente al cast il 28 dicembre.

### Riprese
Il 24 novembre 2020, JTBC ha annunciato che le riprese di Snowdrop sono state temporaneamente interrotte dopo che un attore è entrato in stretto contatto con qualcuno che è risultato positivo al COVID-19. Il giorno seguente, JTBC ha confermato che le riprese sarebbero riprese dopo che tutti i membri del cast e della troupe erano risultati negativi al virus. Le riprese sono state completate alla fine di luglio 2021.

## Accoglienza

### Pubblico
| Episodio | Data di trasmissione | Dati Nielsen Korea  | Dati Nielsen Korea         |
| Episodio | Data di trasmissione | A livello nazionale | Area metropolitana di Seul |
| --- | -------------------- | ------------------- | -------------------------- |
| 1 | 18 dicembre 2021     | 2.985% (10º)        | 3.235% (7º)                |
| 2 | 19 dicembre 2021     | 3.898% (5º)         | 3.687% (5º)                |
| †3 | 24 dicembre 2021     | 1.853% (26º)        |                            |
| †4 | 25 dicembre 2021     | 1.689% (23º)        |                            |
| †5 | 26 dicembre 2021     | 2.751% (11º)        |                            |
| 6 | 1º gennaio 2022      | 1.912% (17º)        |                            |
| 7 | 2 gennaio 2022       | 3.252% (8º)         | 3.491% (6º)                |
| 8 | 8 gennaio 2022       | 2.584% (13º)        |                            |
| 9 | 9 gennaio 2022       | 3.064% (8º)         | 3.362% (7º)                |
| 10 | 15 gennaio 2022      | 2.571% (11º)        | 2.489% (10º)               |
| 11 | 16 gennaio 2022      | 3.017% (6º)         | 3.127% (5º)                |
| 12 | 22 gennaio 2022      | 2.521% (13º)        | 2.805% (7º)                |
| 13 | 23 gennaio 2022      | 2.798% (10º)        | 2.851% (7º)                |
| 14 | 29 gennaio 2022      | 2.749% (10º)        | 3.180% (5º)                |
| 15 | 30 gennaio 2022      | 2.773% (8º)         | 2.734% (8º)                |
| 16 | 30 gennaio 2022      | 3.393% (6º)         | 3.438% (5º)                |
| Media | Media                | 2.738%              | 3.127%                     |
| - La tabella illustra i dati di ascolto per ogni episodio, con i massimi in rosso e i minimi in blu, e la posizione nella classifica giornaliera. - Questo drama va in onda su un canale via cavo/pay TV che normalmente ha un pubblico relativamente ridotto rispetto alla TV in chiaro/emittenti pubbliche (KBS, SBS, MBC e EBS). - †: Gli episodi 3-4 e 5 sono andati in onda dal 24 al 26 dicembre 2021, prima di quanto originariamente previsto, con l'intenzione dichiarata di alleviare le preoccupazioni espresse dagli spettatori. |                      |                     |                            |

## Controversie

### Pre-lancio
Nel marzo 2021, Snowdrop è diventato oggetto di polemiche relative a presunte imprecisioni storiche nella sceneggiatura. Ciò è avvenuto in seguito alla cancellazione del drama Joseon Exorcist a causa di accuse simili di distorsione storica. Parti della sinossi e dei profili dei personaggi sono circolate online, rivelando che il protagonista maschile è in realtà una spia nordcoreana che finge di essere un attivista studentesco pro-democrazia che si infiltra nella Corea del Sud per istigare il caos e l'instabilità politica. La premessa ha avuto un contraccolpo a causa del drama ambientato nel 1987, che è stato l'anno chiave del Movimento democratico della Corea del Sud che ha portato alla creazione dell'attuale repubblica democratica. La rivelazione del protagonista maschile come spia nordcoreana invoca false affermazioni fatte dall'Agenzia per la pianificazione della sicurezza nazionale (ANSP), l'agenzia di intelligence per il governo autoritario, durante il movimento di democratizzazione del 1987 che inquadrava i manifestanti pro-democrazia come spie nordcoreane. Inoltre, il personaggio Lee Kang-moo, un agente dell'ANSP, è presumibilmente ritratto come giusto e retto nonostante le numerose violazioni dei diritti umani commesse dall'ANSP. Il nome della protagonista femminile, Eun Young-cho, ha attirato ulteriori esami, poiché il nome non comune Young-cho aveva una somiglianza con il nome dell'attivista pro-democrazia Chun Young-cho. Chun Young-cho era sposato con il collega attivista pro-democrazia Jung Moon-hwa, che fu incastrato come spia e condannato all'ergastolo durante l'incidente dell'Accademia Mincheong nel 1974 e morì di malnutrizione dopo il suo rilascio dal carcere.
Il 26 marzo, la JTBC ha rilasciato la sua prima dichiarazione ufficiale sulla controversia: «Il drama non sta distorcendo il movimento pro-democrazia né glorifica l'Agenzia per la pianificazione della sicurezza nazionale. È una commedia nera che satirizza la situazione politica tra le due Coree sotto il governo autoritario negli anni ottanta. Inoltre, è un drama romantico che mostra i giovani che sacrificano il loro amore». Il 30 marzo, la JTBC ha rilasciato una seconda dichiarazione riguardo alla controversia che diceva: «Snowdrop è ambientato intorno alle elezioni presidenziali del 1987, e non un drama che si occupa del movimento per la democrazia». La dichiarazione continuava: «Il dramma ritrae una storia immaginaria sul regime militare, l'ANSP e altri al potere in quel momento in collusione con la dittatura nordcoreana e pianificando una cospirazione per mantenere il loro potere». Per quanto riguarda il personaggio di Lee Kang-moo, che è un agente dell'ANSP, la dichiarazione recitava: «Il personaggio è ritratto come un uomo di principi che volta le spalle all'organizzazione corrotta e fa ciò che ritiene giusto». La dichiarazione ha anche negato che il nome del personaggio protagonista femminile fosse in riferimento all'attivista della vita reale Chun Young-cho, ma ha confermato che il nome del personaggio sarebbe stato cambiato.
Il 30 marzo, i manifestanti hanno parcheggiato un camion con cartelli di protesta sotto all'edificio della JTBC a Seul.
Nel periodo dal 26 marzo al 25 aprile, un totale di 226 078 persone hanno firmato una petizione online alla Casa Blu chiedendo l'interruzione della produzione della serie. Il 14 maggio, la Casa Blu ha emesso una risposta ufficiale alla petizione, respingendo le richieste di cancellazione della serie. La risposta affermava che la Casa Blu non intendeva interferire nella produzione di Snowdrop, citando la protezione della libertà di espressione nella clausola IV della legge sulla radiodiffusione della Corea del Sud, che garantisce libertà e indipendenza alle emittenti e vieta regolamentazioni o interferenze extragiudiziali. La risposta ha affermato, tuttavia, che la Casa Blu stava continuando a monitorare la controversia, affermando che «le programmazioni che violano le responsabilità delle trasmissioni, ad esempio attraverso un'eccessiva distorsione storica o violazione dei regolamenti, sono soggette a revisione da parte della Korea Communications Standards Commission», e che la Korea Communications Standard Commission avrebbe vigilato sulle trasmissioni.

### Fase successiva al lancio
Il 18 dicembre 2021 è andato in onda il primo episodio di Snowdrop. Il 19 dicembre è stata presentata una nuova petizione online alla Casa Blu chiedendo la sospensione della messa in onda della serie. In poche ore oltre 80 000 persone hanno firmato la petizione e oltre 200 000 persone hanno firmato la petizione entro la fine della giornata. La petizione ha raggiunto 300 000 firme entro il 21 dicembre. Entro il 22 dicembre, c'erano almeno 30 petizioni attive alla Casa Blu che chiedevano la cancellazione della trasmissione del drama. Il 24 dicembre, è stata presentata una petizione online separata alla Casa Blu per chiedere la chiusura di JTBC per il suo «drama incostituzionale», che ha raggiunto 30 000 firme nel suo primo giorno.
Entro il 21 dicembre, circa 3 000 richieste di cancellazione per Snowdrop sono state pubblicate sul sito web di JTBC e circa 740 denunce sono state presentate alla Korea Communications Standards Commission riguardo al drama. Il 21 dicembre, una denuncia ufficiale da parte di un cittadino è stata presentata alla Commissione anticorruzione e diritti civili della Corea del Sud contro lo sceneggiatore di Snowdrop di JTBC Yoo Hyun-mi e il regista Jo Hyun-tak per aver violato il National Security Act. La Dichiarazione dei cittadini mondiali, un'organizzazione no profit civica giovanile che sostiene i cittadini che resistono alla violenza del governo, ha presentato un'ingiunzione al tribunale del distretto occidentale di Seul per interrompere la trasmissione della serie il 22 dicembre. Quello stesso giorno, il capo di JTBC Studios Jung Kyeong-moon ha tenuto un incontro con The World Citizen Declaration in cui JTBC Studios ha ribadito che non intendeva distorcere la storia. La causa della Dichiarazione dei cittadini mondiali è stata respinta dalla corte il 29 dicembre; nella sua decisione, la corte ha ritenuto che anche se c'era una distorsione della storia nella trama, non c'erano prove sufficienti per dimostrare la violazione dei diritti civili o che il pubblico del dramma potesse accettare ciecamente il contenuto storico come genuino.
Inserzionisti come TEAZEN, Ssarijai, Heung Il Furniture, Ganisong, P&J Group e Han's Electronics hanno annunciato che stavano ritirando le pubblicità dalla trasmissione e si sono scusati. La Daegu University, dove è stato girato Snowdrop, ha dichiarato di aver richiesto che il nome dell'università fosse tolto dai crediti del drama.
Le istituzioni legate alla protesta pacifica di massa di June Struggle del 1987 hanno criticato il drama. La Bak Jong-cheol Memorial Foundation si è espressa contro la serie, definendola una «denigrazione del movimento per la democratizzazione» e «un dramma con un'evidente intenzione di distorcere». Bak Jong-cheol era un'attivista per la democrazia e uno studente dell'Università Nazionale di Seul che è stato inquadrato come simpatizzante comunista dalla dittatura Chun e ucciso con la tortura presso l'Ufficio anticomunista di Namyoung-dong, che è diventato un evento chiave di incitamento alla June Struggle. Anche il Lee Han-yeol Memorial Museum ha chiesto la cancellazione del drama. Lee Han-yeol era un'attivista studentesco che fu ucciso nel giugno 1987 mentre protestava pacificamente, e la morte di Lee fu un altro evento chiave di incitamento alla lotta. JTBC Studios ha tentato di organizzare un incontro con un rappresentante della Bak Jong-cheol Memorial Foundation, ma senza successo.
Il 21 dicembre, JTBC ha rilasciato la sua dichiarazione ufficiale sulla controversia che diceva: «Lo sfondo e il motivo di importanti incidenti a Snowdrop sono il tempo del regime militare. Con questo sfondo, contiene una storia immaginaria del partito al potere in collusione con il Nord Governo coreano al fine di mantenere l'autorità. Snowdrop è un'opera creativa che mostra le storie personali di individui che sono stati usati e vittimizzati da chi era al potere. Non c'è nessuna spia che guidi il movimento di democratizzazione in Snowdrop. I protagonisti maschili e femminili non sono stati mostrati come partecipanti o alla guida del movimento di democratizzazione negli episodi 1 e 2, e non lo fanno in nessuna parte del copione futuro». La dichiarazione continuava: «La maggior parte delle incomprensioni riguardanti preoccupazioni di distorsione storica e disprezzo per la democratizzazione il movimento sarà regolato attraverso il progresso della trama del drama. Il drama include l'intento del team di produzione di sperare che non si ripeta un'era anormale in cui la libertà e la felicità individuali sono oppresse da un potere ingiusto. Anche se sfortunatamente non possiamo rivelare molto della trama prima di ogni episodio, ti chiediamo di controllare i futuri progressi della trama».
Il 23 dicembre, il candidato presidenziale del 2022 del Partito della Giustizia Sim Sang-jung si è scagliato contro il dramma, affermando: "Se vogliamo far luce in un'era dura, i protagonisti dovrebbero essere i nostri cittadini comuni che versano sangue, sudore e lacrime per la democrazia della Repubblica di Corea, non per le guardie di sicurezza e le spie della fazione del Sud sotto la dittatura». Ha anche detto che «la libertà creativa dovrebbe essere umile di fronte alle cicatrici della storia».
JTBC ha accelerato la messa in onda della serie e ha mandato in onda gli episodi 3, 4 e 5 rispettivamente il 24, 25 e 26 dicembre, con l'intenzione dichiarata di risolvere rapidamente le incomprensioni della trama. JTBC ha dichiarato che gli episodi 3-5 sono stati diffusi rapidamente perché hanno spiegato il retroscena del personaggio Soo-ho e hanno rivelato la collusione tra l'ANSP e il governo nordcoreano nella storia del drama.
I critici contro il contraccolpo della serie hanno sottolineato il rispetto che deve essere dato alla libertà di espressione. I difensori di Snowdrop hanno incluso il regista Jeong Yoon-cheol e il commentatore politico Chin Jung-kwon. Sulla sua pagina Facebook, il regista Jeong Yoon-cheol ha espresso la sua convinzione che censurare la trasmissione sarebbe di per sé dittatoriale e ha citato i film Hiroshima mon amour e Le vite degli altri come esempi positivi di storie d'amore simili che includono individui di sgradevole retroscena politici. Il commentatore politico Chin Jung-kwon ha invitato il pubblico a «guardare il drama come un drama».